# Basse danse

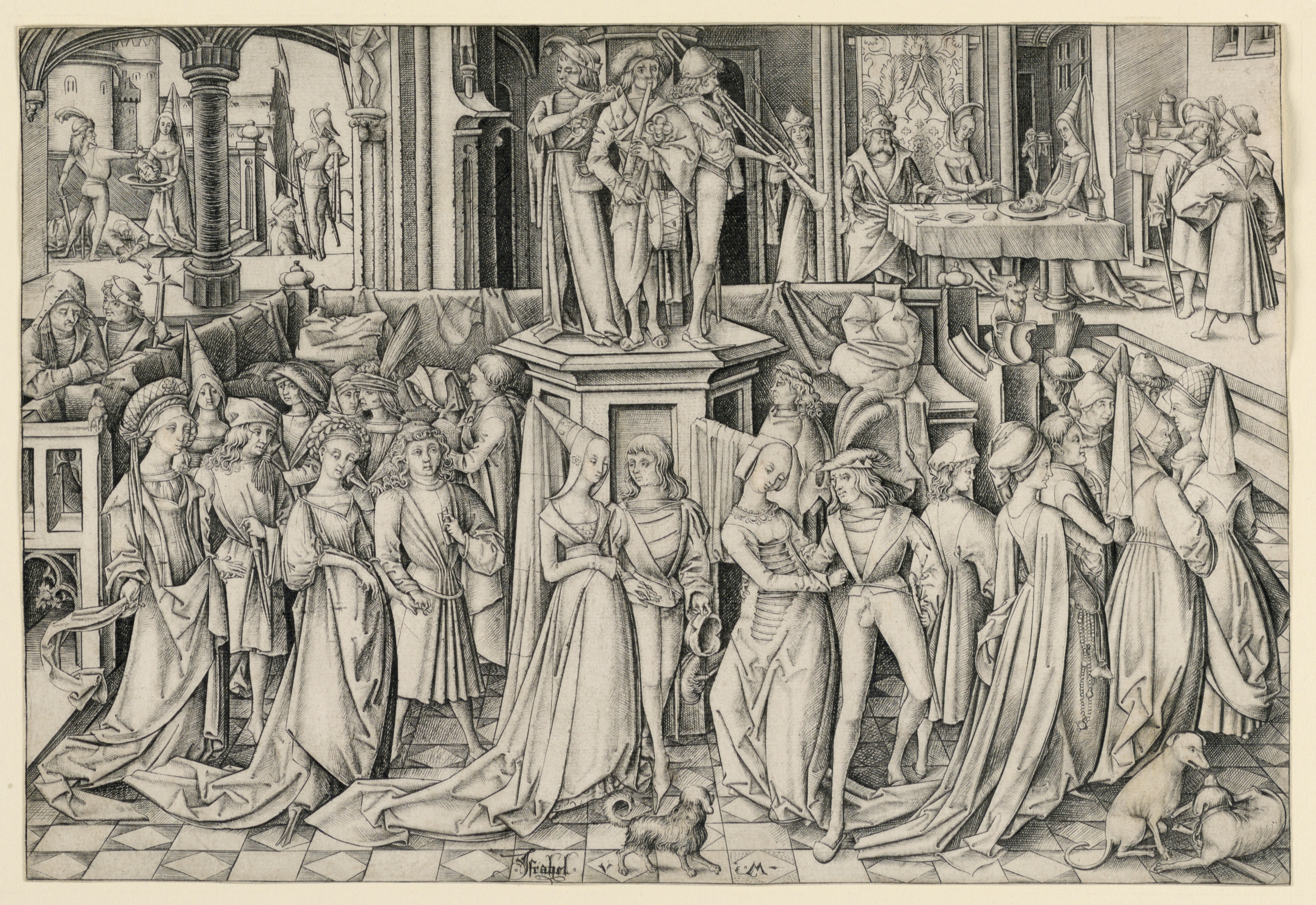
Basse danse (1490)

Basse danse hoặc nhảy thấp là khiêu vũ cung đình trong âm nhạc cổ điển, đặc biệt tại triều đình Burgundian. Từ Basse miêu tả tính chất điệu nhảy

## Basse danse qua các thời kì
Trung cổ: Estampie, Saltarello
Phục hưng: Allemande, Courante, Galliard, Pavane
Ba rốc: Bourrée, Chaconne, Gavotte, Gigue, Minuet, Passepied, Sarabande, Rigaudon